# Miconia scutata
Miconia scutata är en tvåhjärtbladig växtart som beskrevs av Henry Allan Gleason. Miconia scutata ingår i släktet Miconia och familjen Melastomataceae. IUCN kategoriserar arten globalt som nära hotad.
Artens utbredningsområde är Ecuador. Inga underarter finns listade i Catalogue of Life.